# Copa Colsanitas 2025
Copa Colsanitas 2025, oficiálně Copa Colsanitas Zurich 2025, byl tenisový turnaj na ženském profesionálním okruhu WTA Tour, hraný v usaquénském Country Clubu. Dvacátý sedmý ročník Copa Colsanitas probíhal mezi 31. březnem a 6. dubnem 2025 v kolumbijské metropoli Bogotě na antukových dvorcích. Jednalo se o jedinou událost ročníku v Jižní Americe.
Turnaj dotovaný 275 094 dolary patřil do kategorie WTA 250. Nejvýše nasazenou singlistkou se opět stala padesátá první tenistka světa Marie Bouzková z Česka, kterou ve čtvrtfinále vyřadila polská kvalifikantka Katarzyna Kawaová. Jako poslední přímá účastnice do dvouhry nastoupila americká 177. hráčka žebříčku Emina Bektasová. V důsledku invaze Ruska na Ukrajinu na konci února 2022 řídící organizace tenisu ATP, WTA a ITF s grandslamy rozhodly, že ruští a běloruští tenisté mohli dále na okruzích startovat, ale do odvolání nikoli pod vlajkami Ruska a Běloruska.
Třetí singlový titul na okruhu WTA Tour vyhrála 23letá Kolumbijka Camila Osoriová, jež navázala na bogotské trofeje z let 2021 a 2024. Po krajance Zuluagové se stala druhou šampionkou Copa Colsanitas s alespoň třemi triumfy. Roli favoritek potvrdily nejvýše nasazené Španělky Cristina Bucșová se Sarou Sorribesovou Tormovou, jež získaly druhou společnou trofej ze čtyřhry WTA. Bucșová tak obhájila vítězství z předchozího ročníku.

## Rozdělení bodů a finančních odměn

### Rozdělení bodů
| Soutěž  | Soutěž      | vítězky | finalistky | semifinalistky | čtvrtfinalistky | 16 v kole | 32 v kole | Q  | Q2 | Q1 |
| ------- | ----------- | ------- | ---------- | -------------- | --------------- | --------- | --------- | -- | -- | -- |
| dvouhra | [ 3 ] [ 8 ] | 250     | 163        | 98             | 54              | 30        | 1         | 18 | 12 | 1  |
| čtyřhra | [ 9 ]       | 250     | 163        | 98             | 54              | 1         | —         | —  | —  | —  |

### Finanční odměny
| Soutěž                                | Soutěž      | vítězky  | finalistky | semifinalistky | čtvrtfinalistky | 16 v kole | 32 v kole | Q2      | Q1      |
| ------------------------------------- | ----------- | -------- | ---------- | -------------- | --------------- | --------- | --------- | ------- | ------- |
| dvouhra                               | [ 3 ] [ 8 ] | 36 300 $ | 21 484 $   | 11 970 $       | 6 815 $         | 4 160 $   | 2 975 $   | 2 200 $ | 1 420 $ |
| čtyřhra                               | [ 9 ]       | 13 200 $ | 7 430 $    | 4 260 $        | 2 540 $         | 1 960 $   | —         | —       | —       |
| částky ve čtyřhře jsou uvedeny na pár |             |          |            |                |                 |           |           |         |         |

## Ženská dvouhra

### Nasazení
| Stát                           | Hráčka                   | WTA | Nasazení |
| ------------------------------ | ------------------------ | --- | -------- |
| Česko                          | Marie Bouzková           | 50. | 1.       |
| Kolumbie                       | Camila Osoriová          | 54. | 2.       |
| USA                            | Alycia Parksová          | 59. | 3.       |
| Kolumbie                       | Emiliana Arangová        | 79. | 4.       |
| Německo                        | Laura Siegemundová       | 81. | 5.       |
| Německo                        | Tatjana Mariová          | 86. | 6.       |
| Španělsko                      | Sara Sorribesová Tormová | 87. | 7.       |
| Španělsko                      | Cristina Bucșová         | 91. | 8.       |
| Žebříček WTA k 17. březnu 2025 |                          |     |          |

### Jiné formy účasti
Následující hráčky obdržely divokou kartu do hlavní soutěže:
- Mariana Isabel Higuitová
- Valentina Mediorrealová
- María José Sánchezová Uribeová
- María Torresová Murciová[2]

Následující hráčky postoupily z kvalifikace:
- Irina Baraová
- Lea Boškovićová
- Katarzyna Kawaová
- Aleksandra Krunićová
- Julieta Parejaová
- Raluca Șerbanová

Následující hráčky postoupily z kvalifikace jako šťastná poražená:
- Patricia Maria Țigová

### Odhlášení
před zahájením turnaje
- Manančaja Savangkaevová → nahradila ji  Leonie Küngová
- Lucrezia Stefaniniová → nahradila ji  Patricia Maria Țigová

## Ženská čtyřhra

### Nasazení
| Stát                                                                       | Hráčka               | Stát      | Hráčka                | WTA  | Nasazení |
| -------------------------------------------------------------------------- | -------------------- | --------- | --------------------- | ---- | -------- |
| Španělsko                                                                  | Cristina Bucșová     | Španělsko | Sara Sorribes Tormová | 68.  | 1.       |
| Spojené království                                                         | Emily Appletonová    | USA       | Quinn Gleasonová      | 167. | 2.       |
| Česko                                                                      | Marie Bouzková       | Polsko    | Katarzyna Kawaová     | 193. | 3.       |
| Kanada                                                                     | Ariana Arseneaultová | Gruzie    | Oxana Kalašnikovová   | 204. | 4.       |
| Žebříček WTA k 17. březnu 2025; číslo je součtem umístění obou členek páru |                      |           |                       |      |          |

### Jiné formy účasti
Následující páry obdržely divokou kartu:
- Mariana Isabel Higuitová /  María José Sánchezová Uribeová
- Valentina Mediorrealová /  María Paulina Pérezová

Následující pár nastoupil z pozice náhradníka:
- Emina Bektasová /  Nina Stojanovićová

### Odhlášení
- Marie Bouzková /  Katarzyna Kawaová → nahradily je  Emina Bektasová /  Nina Stojanovićová

## Přehled finále

### Ženská dvouhra
- Camila Osoriová vs.  Katarzyna Kawaová, 6–3, 6–3

### Ženská čtyřhra
- Cristina Bucșová /  Sara Sorribesová Tormová vs.  Irina Baraová /  Laura Pigossiová, 5–7, 6–2, [10–5]